# Fallgropen
Fallgropen är en svensk film från 1989 skriven och regisserad av Vilgot Sjöman.

## Handling
Den nyligen frånskilde, ensamme professorn i religionspsykologi vid Lunds universitet, Larry Pedersen arbetar med ett forskningsarbete om 1500-talsmystikern och klostergrundaren Johannes av Korset och dennes avhandlingar och diktverk om lidandets väg (bland annat efter dennes bestraffningstid i ett klosterfängelse) och sökandet efter en slutlig återförening med Gud, vilket också liknas vid den djupa passionen i föreningen mellan kvinna och man, med hänvisning även till Bibelns Höga visan. Genom olika händelser dras han in i förvecklingar med en av sina studenter, Elisabeth, då hon påträffas misshandlad och gravt berusad, och han tar med henne till sin bostad, där hon senare avlider, och en polisutredning påbörjas. Då dyker hennes psykiskt instabila studentkamrat, Pix, upp hos professorn, och de två kommer att inleda en passionerad men skuldtyngd relation. Kärlek och åtrå kontra skuld och straff är genomgående frågor i berättelsen.

## Om filmen
Vilgot Sjöman fick idén till filmen vid sin vistelse i Lund, där han la fram en avhandling om sig själv och sitt filmarbete vid universitetet. Det är en lågbudgetfilm, den första Sjöman gjorde på svensk mark sedan 1979, och många recensenter drog paralleller till den av Sjöman beundrade Ingmar Bergmans filmteman. För Börje Ahlstedt var det en av ett flertal filmer med Sjöman, det enda manus, förutom Fanny och Alexander han säger sig ha sträckläst med stort intresse, men för flera av de yngre aktörerna var det deras långfilmsdebut. Professorn fick namnet Larry efter amerikanske skådespelaren Larry Hagman, som Sjöman först tänkt sig i rollen efter ett tidigare filmsamarbete, men av budgetskäl fick han välja en svensk rollbesättning i stället. Sven-Erik Bäck skrev originalmusik till filmen.
Filmen deltog i Filmfestivalen i Venedig 1989, men möttes där och annorstädes av blandade reaktioner.

## Rollista
- Börje Ahlstedt - Larry Pedersen, professor
- Maria Kulle - Pix, student
- Ewa Fröling - Maud, professorns ex-fru
- Kajsa Reingardt - Elisabeth, student
- Duncan Green	- Mattias, Elisabeths pojkvän
- Halvar Björk - Westin, polisinspektör
- Emy Storm - Larrys sekreterare
- Kenneth Milldoff - läkaren